# Дородный, Николай Петрович
Николай Петрович Дородный (5 мая 1902 года, с. Карабалты, Аулиеатинский уезд, Сырдарьинская область, Российская империя — дата смерти неизвестна) — председатель колхоза «Красный Восток» Калининского района Фрунзенской области, Киргизская ССР. В 1948 году получил звание Героя Социалистического Труда, которого был лишён в 1952 году.

## Биография
Родился в 1902 году в крестьянской семье в селе Карабалты Аулиетинского уезда (ныне — село Калининское Жайылского района).
Участвовал в установлении советской власти и коллективизации в Киргизии. В 1919—1920, 1924—1929 годах служил в Красной Армии. С 1927 года — член ВКП(б). С 1934 года вновь служил в Красной Армии. Участвовал в Великой Отечественной войне. Служил комиссаром в составе 50-й стрелковой дивизии Западного фронта и с 1942 года — в составе 160-й стрелковой дивизии. Уволен в запас в декабре 1945 года в звании полковника после получения инвалидности.
После возвращения в родное село был назначен в 1946 году председателем колхоза «Красный Восток» Калининского района. За короткое время восстановил разрушенное хозяйство и вывел колхоз в число передовых сельскохозяйственных предприятий Фрунзенской области, за что был награждён Орденом Красной Звезды. В 1947 году колхоз сдал государству в среднем по 840 центнеров сахарной свёклы на площади в 12 гектаров. Указом Президиума Верховного Совета СССР от 26 марта 1948 года удостоен звания Героя Социалистического Труда «за получение высоких урожаев пшеницы, хлопка, сахарной свёклы в 1947 году» с вручением ордена Ленина и золотой медали «Серп и Молот».
Этим же указом звания Героя Социалистического Труда были удостоены бригадир Дубинецкий, Захар Васильевич, звеньевые Ульяна Григорьевна Попова и Матрёна Ермолаевна Скворцова.
С 1949 года проживал в Рязанской области, где с июля этого же года находился на партийной работе на должности второго секретаря Солотчинского райкома партии. Был снят с должности в апреле 1950 года после сообщения партийных органов из Киргизии, в котором говорилось о проведённой государственной проверки отчётности в колхозе «Красный Восток» Калининского района Чуйской области. Согласно этому сообщению председатель колхоза Пётр Дородный предоставил недостоверные сведения по урожайности в колхозе и завысил показатели по уборке сельскохозяйственных культур, незаслуженно получив звание Героя Социалистического Труда.
С апреля 1950 по 1952 года — председатель колхоза «Горняк» Милославского района Рязанской области. В 1952 году возвратился в Киргизию. С февраля 1952 года — председатель колхоза «Красный Восток» Калининского района. В этом же году ЦК Компартии Киргизии подало ходатайство о лишении звания Героя Социалистического Труда за предоставленные в 1947 году руководством колхоза «Красный Восток» недостоверные сведения о состоянии хозяйства в колхозе. В этом ходатайстве отмечалось, что по результатам проверки выявлено о невыполнении планов по посевным площадям на 82 гектара и был завышен валовый сбор пшеницы. Дело о приписках было передано в следственные органы.
Постановлением Верховного Совета СССР № 22 от 19 декабря 1952 года по отношению к Николаю Петровичу Дородному Указ о его награждении званием Героя Социалистического Труда был отменён. Боевых наград не лишался. Остальные труженики колхоза «Красный Восток», удостоенные звания Героя Социалистического Труда (Дубинецкий З. В., Попова У. Г. и Скворцова М. Е.), сохранили свой статус награждённых.
Руководил колхозом до 1961 года.
Дальнейшая судьба не известна.

## Награды
- Орден Красной Звезды — дважды (30.04.1945; 1946)
- Орден Красного Знамени (03.01.1943)
- Медаль «За боевые заслуги» (03.11.1944)
- Медаль «За оборону Москвы» (01.05.1944)
- Медаль «За победу над Германией в Великой Отечественной войне 1941—1945 гг.»